# معبد یونیتی

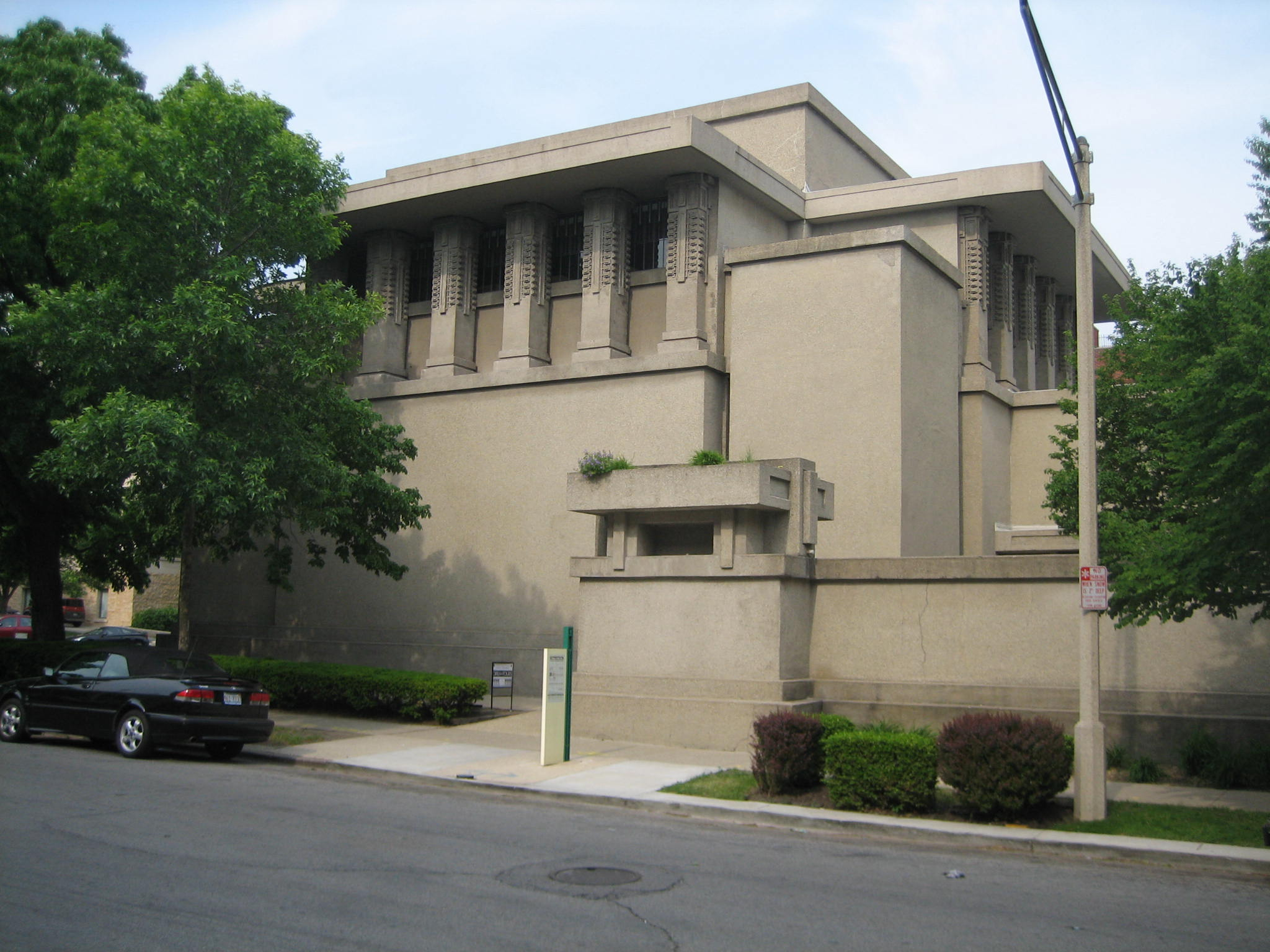
معبد یونیتی

معبد یونیتی (به انگلیسی: Unity Temple) کلیسایی است که معمار معروف آمریکایی، فرانک لوید رایت، در سال ۱۹۰۸ در ایلینوی آمریکا طراحی کرده‌است و جز یکی از برترین آثار معماری اوایل قرن بیستم این معمار به‌شمار می‌رود. این کلیسا هم‌اکنون یک میراث ملی آمریکا و میراث جهانی یونسکو است.

## تاریخچه
پس از صاعقه سال ۱۹۰۵ در ساختمان کلیسای وحدت، طرح بازسازی ساختمان جدید معبد یونیتی توسط فرانک لویی رایت آغاز شد. این معبد به یک فضای عبادی مشترک و اتاق‌های اجتماع نیاز داشت.
مشکل اصلی این طرح بودجهٔ پایین ۴۵۰۰۰ دلاری بود. به همین جهت رایت ساختان را با قالب‌های بتنی چند بار استفاده شده ساخت. علاوه بر سازه، طراحی مبلمان نیز بر عهده او بود.

## نگارخانه

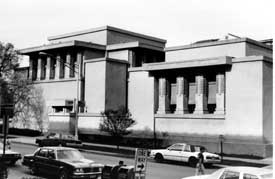
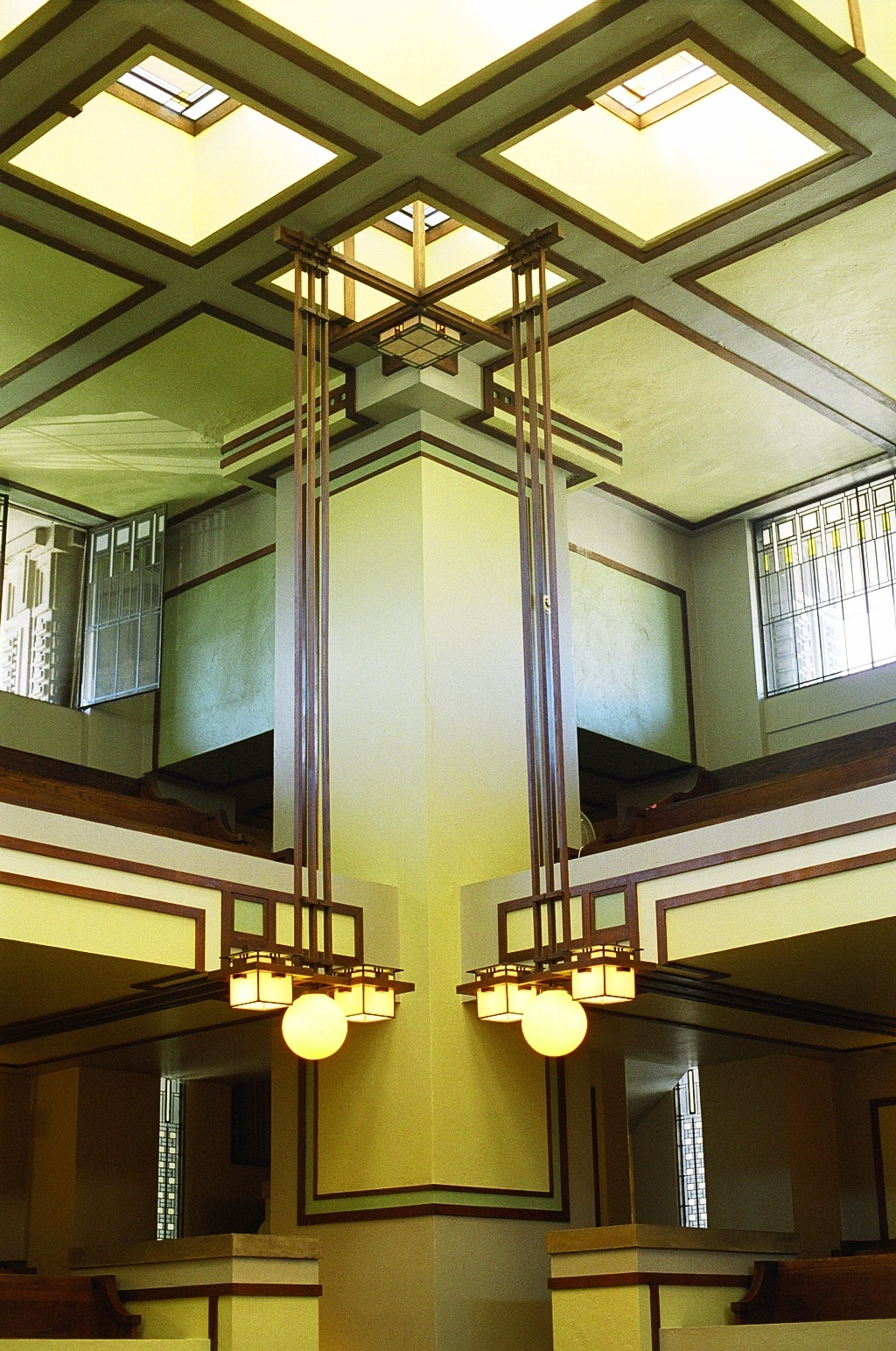
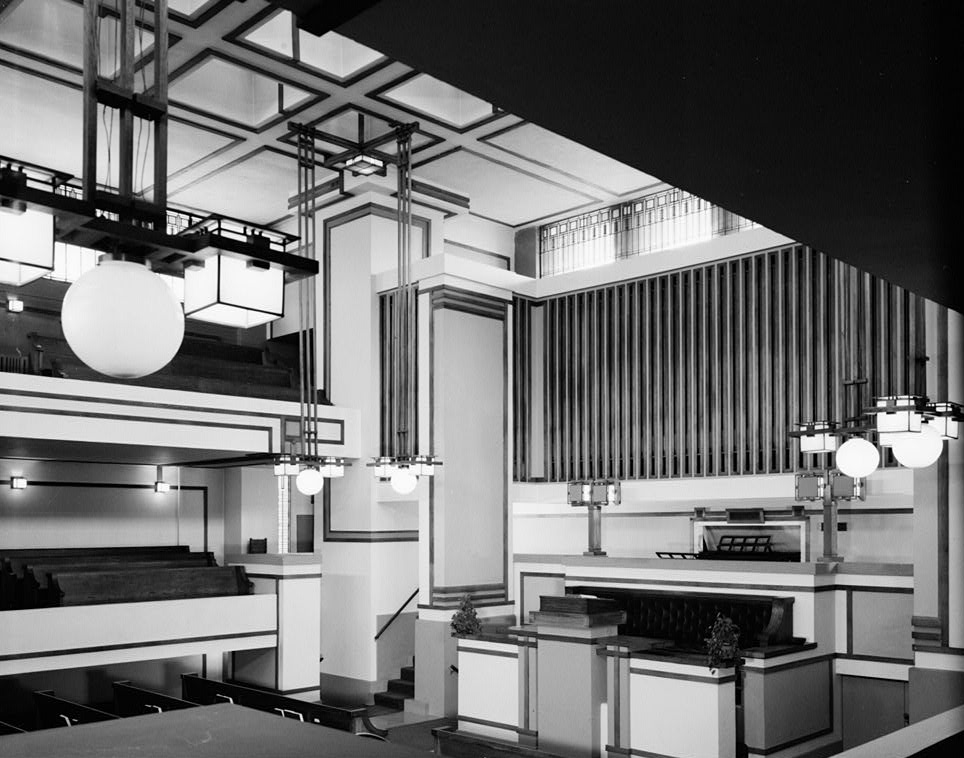
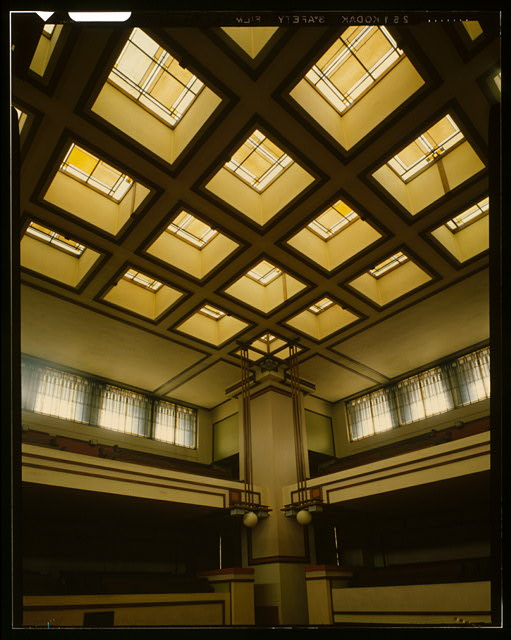
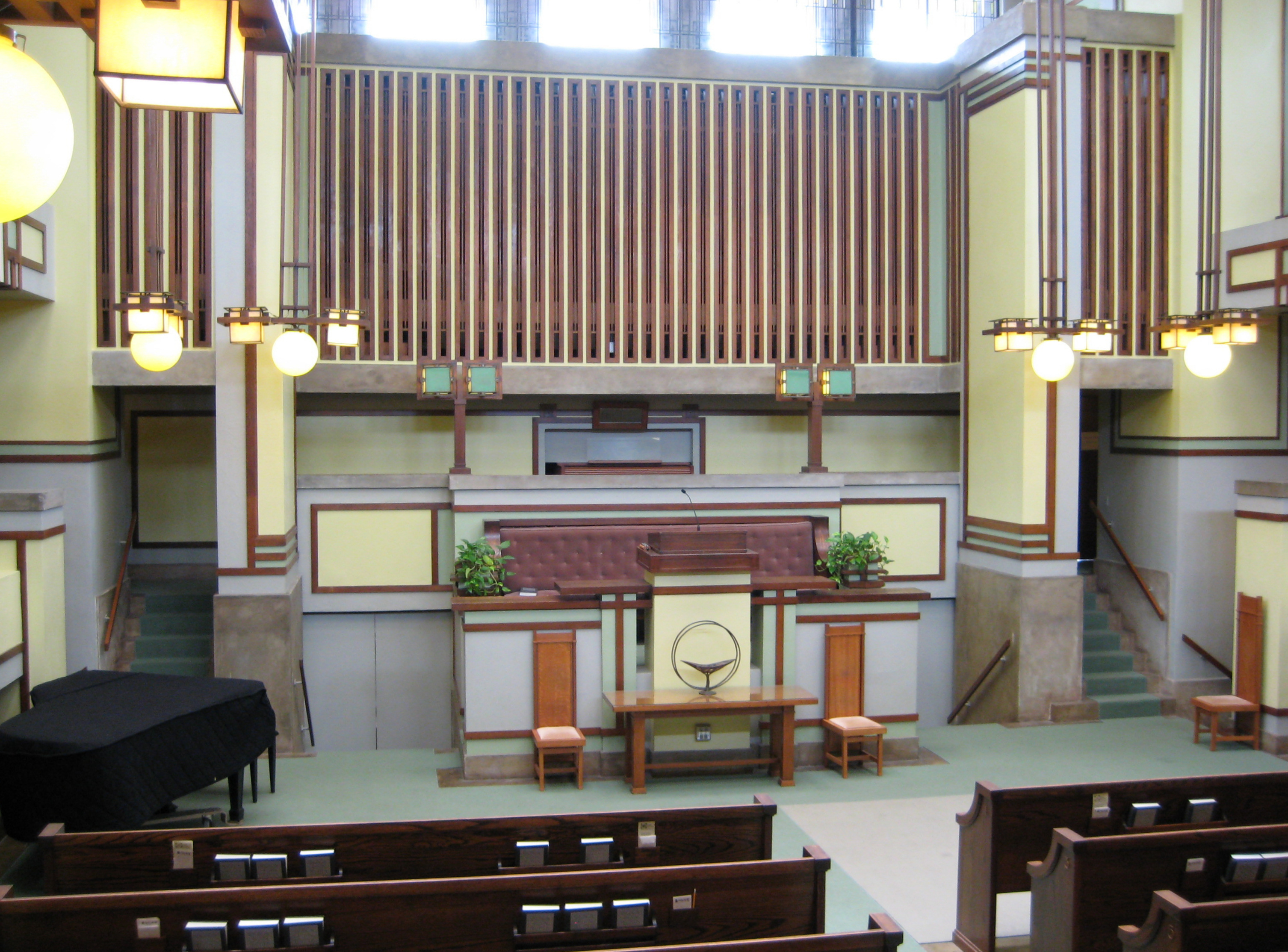